# Rider R-5
Il Rider-Elmendorf R-5 "Jackrabbit" è un aereo da competizione progettato e costruito per partecipare alle National Air Races statunitensi tenutesi nella seconda metà degli anni trenta.

## Storia del progetto
Keith Rider, un pilota e costruttore californiano veterano delle corse aeree, realizzò per la stagione 1936, due nuovi velivoli sostanzialmente identici, l'R-4 "Firecracker" e l'R-5 "Jackrabbit". Il secondo velivolo (matricola civile NX264Y) venne venduto al pilota David Elemendorf che nel corso dell'anno partecipò alle National Air Races tenutesi sull'aeroporto di Mines Field a Los Angeles tra il 4 e il 7 settembre.

## Tecnica
Monoplano ad ala bassa, monomotore, di costruzione mista in acciaio, legno e tela, per competizione. La fusoliera, costruita in tubi d'acciaio era ricoperta di tela. L'impennaggio di coda era del tipo classico monoderiva, dotato di piani orizzontali controventati, rivestiti in metallo, così come il timone. La configurazione alare era monoplana ad ala bassa, di costruzione lignea, bilongherone, con rivestimento in compensato ricoperto da tela. Il carrello d'atterraggio era un triciclo posteriore retrattile, dotato di pattino di coda.
Il singolo pilota era ospitato in una cabina di pilotaggio chiusa, posizionata dietro all'ala, e dotata di parabrezza anteriore appuntito.
La propulsione era affidata ad un motore in linea Menasco C-654-544 a 6 cilindri, raffreddati ad aria, erogante la potenza di 330 hp (250 kW) e azionante un'elica bipala.

## Impiego operativo
L'aereo fu totalmente dipinto di giallo, ricevette il numero di gara “22” e il soprannome di Elmendorf Special.  Durante le qualificazioni David Elmendorf si piazzò al terzo posto nella categoria 580 cu. facendo registrare una velocità massima di 361,380 km/h (221,554 mph), e vincendo un premio di 150 $. Gli ingegneri aeronautici Hal Marcoux e Jack Bromberg che lavoravano per la Douglas Aircraft Company acquistarono il velivolo, che conservando il numero 22 fu dipinto di nero e giallo, e ribattezzato "Jackrabbit"
Durante le National Air Races tenutesi a Cleveland (Ohio) tra il 3 e il 4 settembre del 1938 il pilota del team Marcoux-Bromberg, Earl Ortman, si classificò al quarto posto nel Greve Trophy tenutosi il 4 settembre fermandosi dopo 16 giri percorsi ad una velocità media di 192,503 mph.
Alle National Air Races del 1939 il velivolo venne iscritto, ma non prese parte alla competizione a causa di problemi al propulsore. Dopo lo scoppio della seconda guerra mondiale le National Air Races furono sospese e l'R-5 fu ritirato dalle corse.
Nel corso del 1963 il velivolo fu acquistato da James C. Garvin di Walnut Creek, California. Nei primi mesi del 1966 il proprietario concesse l'aereo in prestito a lungo termine al Museo CEA, dove fu soggetto ad un primo restauro condotto da Bill Chomo e dal personale dello staff del museo. In seguito il "Jackrabbit" fu venduto a Morton Lester, che lo concesse in prestito permanente allo EAA Airventure Museum di Oshkosh, Wisconsin.

### Periodici
- (EN) Jack Cox, The Keith Rider R-5 "Jackrabbit", in Sport Aviation, London, settembre 1982.
- (EN) Cliff Barnett, America's Sport Aviation Museum, in Flight International, n. 3589, London, 31 dicembre 1977,  pp. 1919-1920.
- (EN) Dennis Parks, Vintage Literature, in Vintage Aeroplane, vol. 19, n. 12, Oshkosh, EAA Antique Classic Division Inc., dicembre 1991.
- (EN) VAA News, in Vintage Aeroplane, vol. 31, n. 2, Oshkosh, EAA Antique Classic Division Inc., febbraio 2003,  p. 2.